# آنتونیو خلابرت
آنتونیو خلابرت (اسپانیایی: Antonio Gelabert‎; ۷ سپتامبر ۱۹۲۱ – ۱۳ دسامبر ۱۹۵۶) دوچرخه‌سوار اهل اسپانیا بود. وی در مسابقات تور دو فرانس شرکت کرده است.